# Лаціс Отто Рудольфович
О́тто Рудо́льфович Ла́ціс (22 червня 1934, місто Москва, тепер Російська Федерація — 3 листопада 2005, місто Москва, Російська Федерація) — радянський державний діяч, журналіст, 1-й заступник головного редактора журналу «Коммунист», політичний оглядач газети «Известия». Член ЦК КПРС у 1990—1991 роках. Доктор економічних наук (1980).

## Життєпис
Народився в родині латиського більшовика Рудольфа Лаціса, учасника громадянської війни в Іспанії. Незабаром після закінчення Другої світової війни сім'я Лацісів приїхали до Риги (Латвійська РСР), де Отто навчався в Ризькій середній школі № 22. 
У 1056 році закінчив факультет журналістики Московського державного університету імені Ломоносова.
З 1956 року працював літературним співробітником обласної газети «Советский Сахалин».
Член КПРС з 1959 року.
У 1960—1964 роках — літературний співробітник, старший консультант редакції «Экономической газеты» в Москві.
У 1964—1971 роках — літературний співробітник, спеціальний кореспондент, економічний оглядач газети «Известия».
Захистив кандидатську дисертацію на тему «Про роль рентабельності підприємств у системі економічних важелів управління виробництвом на різних етапах розвитку соціалістичної промисловості» (1970).
У 1971—1975 роках — редактор-консультант, завідувач відділу редакції міжнародного журналу «Проблеми миру та соціалізму» (місто Прага, Чехословаччина). 
У 1975 році під час обшуку в публіциста Олена Карпінського співробітники КДБ виявили рукопис книги Лаціса про Сталіна. Отто Лаціс отримав «сувору догану із занесенням до облікової картки члена партії». У результаті Лаціс залишив журналістику на 11 років.
У 1975—1986 роках — старший науковий співробітник, завідувач відділу Інституту економіки світової соціалістичної системи Академії наук СРСР. У 1980 році захистив докторську дисертацію на тему «Проблеми розвитку національної та міжнародної концентрації виробництва в країнах РЕВ у формі об'єднань».
У 1986—1987 роках — політичний оглядач, у 1987—1991 роках — 1-й заступник головного редактора журналу «Коммунист». Брав активну участь у «горбачовській перебудові», один із головних критиків сталінізму.
З 1991 року — політичний оглядач газети «Известия». У 1993—1996 роках входив до Президентської ради Російської Федерації.
У червні 1997 року став членом Ради директорів газети «Известия»; з серпня 1997 року — політичний оглядач газети «Новые Известия».
У 2003 році став заступником головного редактора новоствореної газети «Русский курьер». У 2005 році працював у газеті «Московские новости».
Був яскравим представником лібералів Радянського Союзу, завдяки публікаціям якого «Известия» стали однією з найпопулярніших газет серед інтелігенції.
Помер 3 листопада 2005 року, не перенісши наслідків автомобільної аварії, в яку потрапив у вересні 2005 року. Похований на Марфинському цвинтарі Одинцовського району Московської області.

## Основні твори
- Об'єднання у країнах РЕВ. Москва: Наука, 1978.
- Економічна централізація та централізм управління: проблеми взаємозв'язку. Москва: Наука, 1987
- Трансформація гуманітарної освіти в Росії. Москва, 1995.
- Сонце в будинку. Москва: Советская Россия, 1982.
- Мистецтво додавання. Москва: Советский писатель, 1984.
- Вийти із квадрата. Москва: Политиздат, 1989.
- Перелом. Москва: Политиздат, 1990.
- Невтомний будівельник.
- Що було з нами? Що буде з нами? Москва: Евразия, 1995.
- Ретельно сплановане самогубство. 2001.

## Нагороди і звання
- лауреат Премії президента Російської Федерації в галузі друкованих засобів масової інформації (1996)
- премія Спілки журналістів Росії «Золоте перо Росії»